# سمنة الصخور
سمنة الصخور أو السمنة الزيانية أو سَكَلة (سكلة في الإسكندرية عن محمود حلمي السماع، عامية مصرية أو معربة عن اللغة الإيطالية) (الاسم العلمي: Monticola saxatilis) (بالإنجليزية: Common Rock Thrush)‏، هو طائر ينتمي إلى صائدة الذباب (فصيلة: Muscicapidae).
سمنة زيانية: عُرفت بـ (السمنة) لأنها سمينة (ممتلئة الجسم) وزيانية باللهجة المحلية تعني الزين أي الجميل والزاهي. و(السمنة الزيانية) أي الجميلة الممتلئة الجسم.
طائر مهاجر عابر شتوي وربيعي شائع إلى حد ما، يألف المناطق شبه الصحراوية، والأودية، والمنتزهات، والخرائب، وسفوح التلال، والجزر البحرية، والشجيرات الساحلية.

## المشخصات
تتميز بأنها طيور ممتلئة الجسم، لها رأس ومنقار طويل، والذيل قصير، يتميز الذكر بأنه ذو ألوان زاهية، الرأس والعنق والظهر رمادى مزرق، والصدر والذيل ما بين برتقالي فاتح إلى المحمر، والأجنحة بنية داكنه.
أما  الأنثى  فلونها بني منقط داكن من أعلى وبرتقالي من أسفل مع ذيل محمر والسطح الظهري ومقدمة الصدر بنية داكنة منقطة بخطوط أما السطح البطني فهو برتقالي اللون، ويغطي اللون الأحمر الجزء العلوي للذيل وأطرافه.

## التغذية
يتغذى على الحشرات الكبيرة والديدان والسحالي الصغيرة.